# 十全大补丸
十全大补丸，是一种常见的中成药。
主要成分：
1.四君子湯：党参、茯苓、白术（炒）、炙甘草、
加
2.四物湯：当归、川芎、白芍(酒炒)、熟地黄、
加
3.黃耆 、肉桂。